# Сексбирюм
Сексбирюм (з.-фриз. Seisbierrum) — деревня в общине Вадхуке провинции Фрисландия на севере Нидерландов.
Сексбирюм располагается в 7 километрах на северо-восток от Харлингена, и в 7 километрах на северо-запад от Франекера. Расстояние до Амстердама составляет около 100 километров. 
В деревне приблизительно 600 домов, где проживают 1799 жителей, включая деревню Питерсбирюм.

## История
В истории город упоминается в 1322 году как Сикстеберен, или Сикстубарра. Название, предположительно, происходит от комбинации имени папы Сикста II и древнефризского слова barra, означающего «дом».
В конце 60-х годов XX века Сексбирюм и прилегающая деревня Питерсбирюм были объединены.

## Достопримечательности
Реформаторская церковь Святого Сикста существует в деревне с XII века. Также в деревне находится известная ветряная мельница Де Коренар.
В 1987 году в Сексбирюме был построен образовательно-развлекательный парк Аолус (по имени бога ветра Эола). Он был построен при новом экспериментальном ветропарке возле Сексбирюма (фактически находится на земле, принадлежащей Остербирюму).
За пределами деревни сохранились ворота замка Лиауккама.

## Культура
Основным языком в Сексбирюме является фризский, но всё большее сказывается влияние нидерландского. Приблизительно в 1972 году начальные школы в Сексбирюме сменили основной язык обучения на нидерландский вместо фризского. До 1972 года на нидерландском преподавались только уроки нидерландского языка.

## Разное
Деревня знаменита своим названием, в котором можно различить слова «Sex» («секс»), «bier» («пиво») и «rum» («ром»). Из-за этого факта дорожные знаки деревни часто становятся объектом кражи.

## Известные уроженцы
- Тьерк Хиддес де Врис — адмирал XVII века

## Внешние ссылки
- Сайт Сексбирюма-Питерсбирюма со свежей информацией о деревне (нидерл.)
- Сексбирюм на Google Maps